# Django Lovett
Django Lovett (* 6. Juli 1992 in Surrey) ist ein kanadischer Leichtathlet, der sich auf den Hochsprung spezialisiert hat.

## Sportliche Laufbahn
Erste internationale Erfahrungen sammelte Django Lovett bei den Jugendweltmeisterschaften 2009 in Brixen, bei denen er mit 2,17 m die Bronzemedaille gewann. 2010 nahm er an den Juniorenweltmeisterschaften in Moncton teil und schied dort mit 2,10 m in der Qualifikation aus. 2012 erfolgte die Teilnahm an den U23-NACAC-Meisterschaften in Irapuato, bei denen er mit 2,10 m den fünften Platz belegte. 2013 nahm er an der Sommer-Universiade in Kasan teil, bei der er mit 2,15 m in der Qualifikation ausschied. 2018 nahm er erstmals an den Commonwealth Games im australischen Gold Coast teil und gewann dort mit neuer Bestleistung von 2,30 m die Bronzemedaille hinter dem Australier Brandon Starc und Jamal Wilson von den Bahamas. Anschließend gewann er auch bei den NACAC-Meisterschaften in Toronto mit 2,28 m die Bronzemedaille, diesmal hinter dem US-Amerikaner Jeron Robinson und seinem Landsmann Michael Mason. Im Jahr darauf startete er bei den Weltmeisterschaften in Doha, verpasste dort aber mit 2,22 m den Finaleinzug verpasste. 2021 wurde er beim Herculis in Monaco mit 2,29 m Zweiter und nahm dann an den Olympischen Spielen in Tokio teil und belegte dort mit 2,30 m im Finale den achten Platz.
2022 wurde er bei der Doha Diamond League mit 2,27 m Dritter und siegte anschließend mit 2,28 m beim British Grand Prix. Im Juli belegte er bei den Weltmeisterschaften in Eugene mit 2,27 m im Finale den sechsten Platz und anschließend siegte er mit 2,25 m bei den NACAC-Meisterschaften in Freeport. Im September wurde er bei Weltklasse Zürich mit 2,27 m Dritter. Im Jahr darauf schied er bei den Weltmeisterschaften in Budapest mit 2,22 m in der Qualifikationsrunde aus.
Er ist Student für Arts and communications an der University of New Mexico. In den Jahren von 2021 bis 2023 wurde er kanadischer Meister im Hochsprung.

## Persönliche Bestleistungen
- Hochsprung (Freiluft): 2,33 m, 27. Juni 2021 in Montreal
  - Hochsprung (Halle): 2,29 m, 27. Januar 2018 in Seattle